# ميشيل بيرون
ميشيل بيرون هو سياسي كندي، ولد في 16 مارس 1934 في نيكوليت في كندا. نشط حزبياً في الحزب الليبرالي الكندي. وقد انتخب عضو مجلس الشيوخ الكندي ‏.